# Bucht von Benin
Die Bucht von Benin ist eine Bucht in Westafrika.

## Geografie
Die Bucht von Benin erstreckt sich über etwa 640 km zwischen dem Cape St. Paul (siehe Keta) im Westen und dem Nun-Ausfluss des Niger im Osten, wo sich die Bucht von Bonny (früher Bucht von Biafra) anschließt. Die Bucht ist Teil des Golfs von Guinea. Anrainer der Bucht sind Benin, Togo und Nigeria. Sie ist für gefährlichen Wellengang bekannt.

## Geschichte
Ihren Namen hat die Bucht vom historischen Königreich Benin.  Sie stand lange mit dem Atlantischen Sklavenhandel in Verbindung. Aus diesen Zeiten stammt – in etlichen Varianten – der Reim “Beware, beware the Bight of Benin: One comes out, where fifty went in!” (deutsch: „Vorsicht, hüte dich vor der Bucht von Benin: Einer kommt heraus, wo fünfzig reingegangen sind!“). Der Autor Philip McCutchan benutzte diesen Vers auch als Buchtitel.
Zwischen 1852 und 1861 existierte ein britisches Protektorat Bucht von Benin.